# Sanktuarium św. Antoniego Padewskiego w Niewodnicy Kościelnej
Sanktuarium pw. św. Antoniego Padewskiego w Niewodnicy Kościelnej – kościół św. Antoniego Padewskiego w Niewodnicy Kościelnej należącej do gminy Turośń Kościelna.
Świątynia w Niewodnicy Kościelnej jest jednym z dziewięciu sanktuariów należących do Archidiecezji białostockiej

## Historia

### Sanktuarium św. Antoniego Padewskiego
Aktem fundacyjnym podpisanym przez małżeństwo Koryckich – Andrzeja i Elżbietę (z domu Karpiówna) – została powołana do istnienia parafia w Niewodnicy w dniu 30 stycznia 1596 r. oraz została zbudowana pierwsza drewniana świątynia pod wezwaniem Świętej Trójcy na wzgórzu.
W roku 1884 wiosenna burza zniszczyła 300-letni drewniany kościół parafialny. Dzięki postawie wiernych pod przewodnictwem ks. proboszcza Antoniego Dowbora i białostockiego dziekana ks. Wilhelma Szwarca mimo otwartej wrogości władz carskich wobec Kościoła katolickiego, 18 czerwca 1884 r. uzyskano pozwolenie na odbudowę świątyni. Budowę kościoła jednonawowego z cegły w stylu neogotyckim rozpoczęto według projektu Romualda Samotyi-Lenczewskiego i przy zaangażowaniu całej parafii, dzięki czemu ukończono ją już 5 października 1889 r. W dniu 22 października 1889 odbyło się uroczyste poświęcenie kościoła. Wybudowana świątynia otrzymała tytuł św. Antoniego co było konsekwencją coraz bardziej żywego kultu, jakiego kaznodzieja z Padwy doznawał w cudami słynącym obrazie. W ołtarzu głównym znajduje się obraz Matki Bożej Częstochowskiej sprowadzony z Częstochowy w roku 1890. W lewym ołtarzu bocznym znajduje się obraz św. Antoniego, w prawym zaś figura Chrystusa w cierniowej koronie.

### Historia kultu

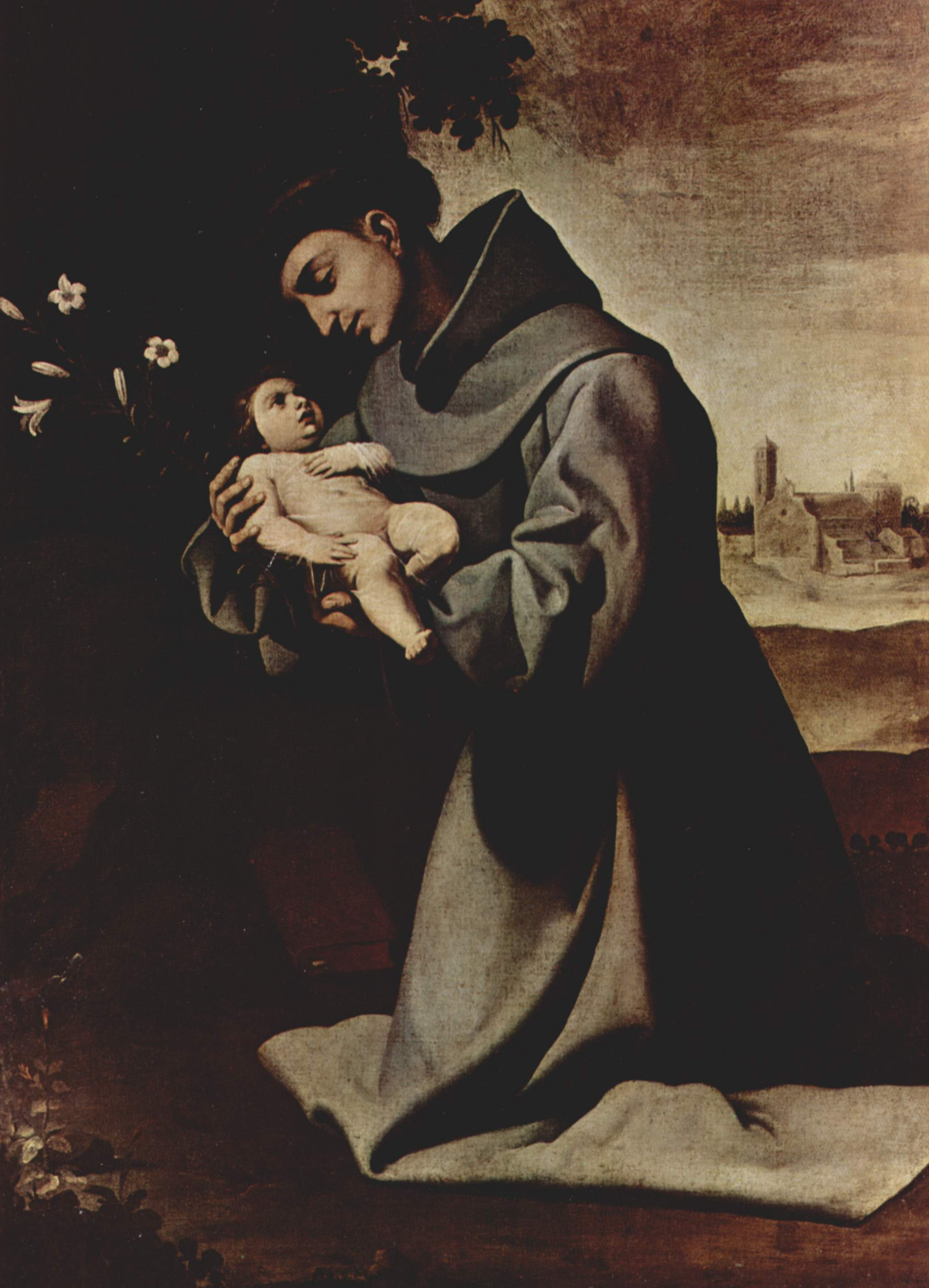
Obraz św. Antoniego Padewskiego

Obiektem kultu jest cudowny obraz św. Antoniego z Padwy. Obecność tego obrazu zawdzięczają niewodniccy parafianie najprawdopodobniej uciekającym z Litwy przed Rosjanami zakonnikom franciszkańskim szukających schronienia i pracujących w tym czasie (1654–1656) w Niewodnicy. Coraz liczniejsze łaski, jakich doznają modlący się przed obrazem i przez wstawiennictwo świętego Antoniego Padewskiego sprawiają, że sława tego miejsca zaczyna się rozszerzać. Oto relacja z roku 1860 głosi:
"W dniu św. Antoniego, 13 czerwca 1860 roku, odbyło się w Niewodnicy uroczyste nabożeństwo z odpustem na intencję oswobodzenia Ojczyzny. Do mizernego, lecz słynącego cudami kościoła niewodnickiego podążyły procesje ze wszystkich kościołów dziekanatu białostockiego. Niezliczone tłumy wzięły udział w tej podniosłej manifestacji".

## Odpusty
- 13 czerwca – św. Antoniego
- W pierwszą niedzielę po 16 lipca – Matki Boskiej Szkaplernej[4]